# Бернхард II фон Пльотцкау
Бернхард II фон Пльотцкау (на немски: Bernhard II von Plötzkau; * 1110; † 26 октомври 1147 в Армения) е граф на Пльотцкау и кандидат за маркграф на Северната марка.

## Биография
Той е вторият син на граф Хелперих фон Пльотцкау († 1118), маркграф на Северната марка (1112), и съпругата му графиня Адела фон Байхлинген († 1117/1123), вдовица на граф Дитрих III фон Катленбург († 1106), дъщеря на граф Куно фон Нортхайм и маркграфиня Кунигунда фон Ваймар-Орламюнде, дъщеря на маркграф Ото I от Майсен. Брат е на Конрад фон Пльотцкау († 1133), който през 1130 г. получава от император Лотар III маркграфството Северна марка. Бернхард е роднина на императрица Рихенза Нортхаймска († 1141), съпругата на император Лотар III († 1137).
От 1133 г. Бернхард II фон Пльотцкау е привърженик на маркграф Албрехт Мечката, който през 1134 г. последва брат му Конрад фон Пльотцкау като маркграф на Северната марка. Рихенза Нортхаймска подкрепя саксонския херцог Хайнрих Горди от фамилята Велфи.
Бернхард II не успява с изискванията си в Северната марка. През германската война за трона (1137 – 1142) той отива на страната на Хоенщауфените, помага на Албрехт в Саксония и се надява така да спечели Северната марка. Той получава конфликт с архиепископ Конрад I фон Магдебург, който разрушава през 1139 г. замъка му в Пльотцкау. На 23 май Албрехт, Бернхард фон Пльотцкау и Херман I фон Винценбург бягат в Рустеберг в Айхсфелд при архиепископа на Майнц Адалберт II. През юли-август същата година той сменя лагера, моли за прошка императрицата и тя му прощава.
През 1147 г. Бернхард II участва във войската на император Конрад III във Втория кръстоносен поход в Мала Азия и е убит на 28 октомври 1147 г. в Армения от селджуците и е погребан в манастир Хеклинген.
Бернхард е последният от династията на графовете на Пльотцкау. След смъртта му започва борба за земите му между Албрехт Мечката и Хайнрих Лъв. На 13 октомври 1152 г. във Вюрцбург крал Фридрих I Барбароса предава земите на Бернхард на Албрехт Мечката.

## Брак и деца
Бернхард II се жени за Кунигунда от Бавария († сл. 1185). Те нямат деца. След смъртта на Бернхард Кунигунда става метреса на маркграф Дитрих II от Долна Лужица.